# (214487) Baranivka
(214487) Baranivka ist ein Asteroid des äußeren Hauptgürtels, der am 29. Oktober 2005 am Astronomischen Observatorium Andruschiwka im nordukrainischen Haltschyn (Sternwarten-Code A50) entdeckt wurde.
Der Asteroid gehört zur Hygiea-Familie, einer eher älteren Gruppe von Asteroiden, wie vermutet wird, deren größtes Mitglied der Asteroid (10) Hygiea ist. Die zeitlosen (nichtoskulierenden) Bahnelemente von (214487) Baranivka sind fast identisch mit denjenigen von neun weiteren Asteroiden: (8601) Ciconia, (113279) 2002 RN159, (119025) 2001 BG30, (157009) 2003 QW18, (159526) 2001 FB121, (247424) 2002 CD288, (275167) 2009 WW15, (331276) 2011 CO90 und (340672) 2006 RJ42.
(214487) Baranivka wurde am 26. Juli 2010 nach Baraniwka benannt, einer Stadt in der Oblast Schytomyr, in der sich auch Andruschiwka befindet. Im Benennungstext zum Asteroiden wird besonders die Porzellanmanufaktur von Baraniwka hervorgehoben.